# Leonberger Pferdemarkt

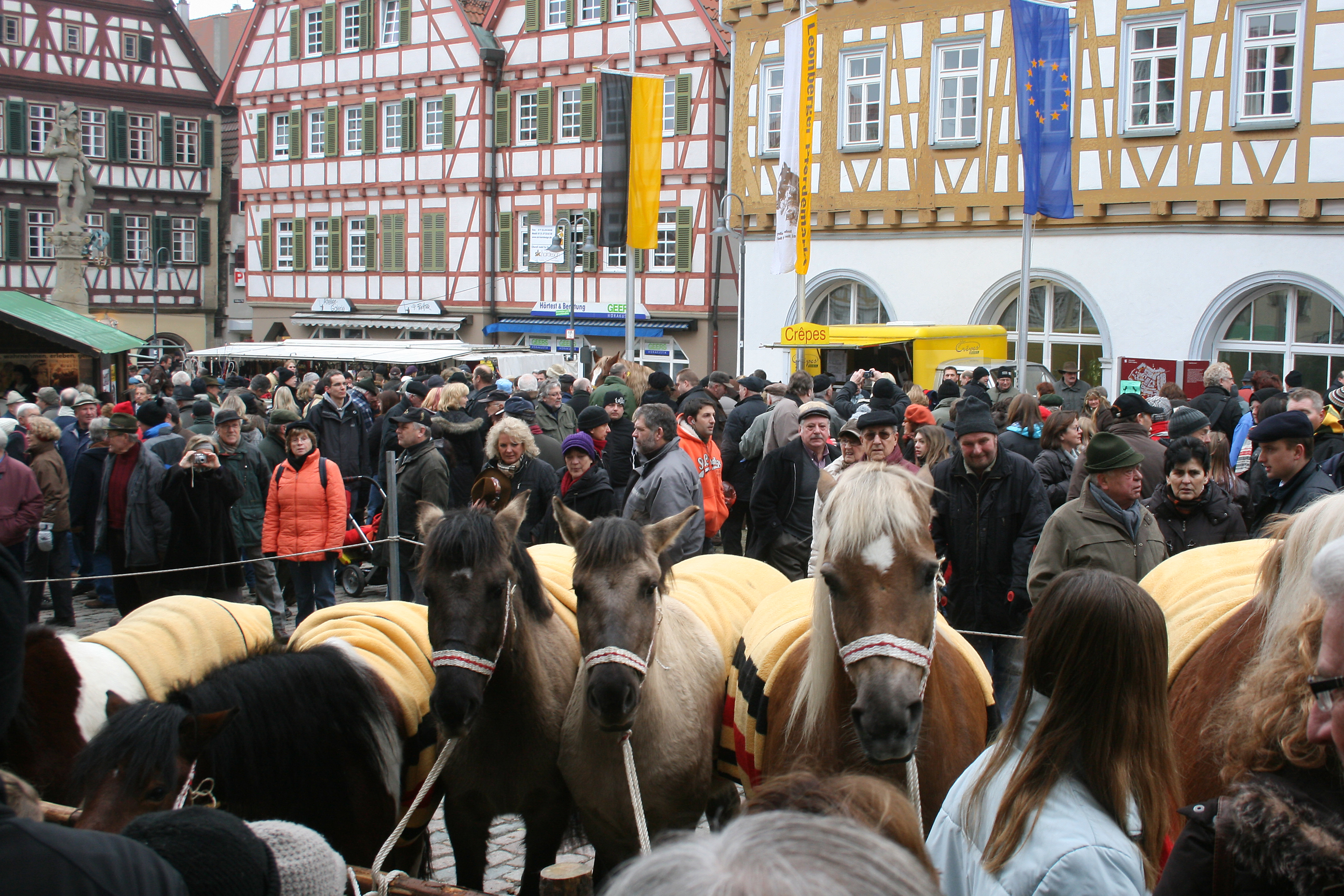

Der Leonberger Pferdemarkt ist ein jährlich stattfindendes Volksfest in Leonberg, das seit 1684 stattfindet. Der Haupttag ist am zweiten Dienstag im Februar.

## Geschichte
Ursprünglich wurde der erste Pferdemarkt auf das Jahr 1768 terminiert, als Herzog Carl Eugen auf dem Leonberger Roßmarkt 24 Pferde kaufte, was sein Adjutant in einem Tagebuch vermerkte, das 1911 veröffentlicht wurde. 1920 wurde das 150-jährige Jubiläum gefeiert und von da an die Zählung fortgesetzt. Allerdings war durch Forschungen des Stuttgarter Historikers Ernst seit 1930 bekannt, dass der erste Pferdemarkt 1684 stattfand; man ging aber davon aus, dass der Markt dann entsprechend oft ausgefallen war. Im Jahr 2013 wies die Historikerin Ina Dielmann aufgrund alter Unterlagen jedoch nach, dass er lediglich achtmal nicht stattgefunden hatte: 1911, 1915, 1938, 1939, 1941 und 1966 wegen Maul- und Klauenseuche, 1942 und 1945 wegen des Zweiten Weltkriegs. Die Zählung wurde 2014 angepasst, 2020 fand der Pferdemarkt zum 329. Mal statt. Aufgrund der COVID-19-Pandemie wurde der Leonberger Pferdemarkt 2021 und 2022 abgesagt.
Die Einführung des Pferdemarkts erfolgte 1684 in „trangseelig und geltklemmen Zeiten“, verbunden mit einem Vieh- und Krämermarkt. Im Jahr 1865 besuchte König Karl das „Bauernfest“. 1734 wurden 50, 1840 200 Pferde verkauft. 1871 wurde der Termin endgültig auf den zweiten Dienstag im Februar gelegt. 1878 wurde ein Hundemarkt bei Züchter Heinrich Essig fester Bestandteil. 1914 besuchte Kronprinz Albrecht den Pferdemarkt, als erstmals eine Pferdeprämierung stattfand. Das Motiv des Plakates zum Jubiläumsfest 1920 – ein Pferd, ein Bauer und ein Leonberger Hund – ist heute das Logo der Veranstaltung. In den 1920er Jahren wurde der Pferdemarkt um den Festzug, Reitervorführungen und Fahrgeschäfte erweitert. 1958 begründete die Metzgerfamilie Abele die Tradition der Altststadtkeller. Nachdem 1973 nur noch zehn Pferde auf dem Marktplatz standen, wurde eine Aufwandsentschädigung eingeführt. 1976 wurden wieder 80–100 Pferde gehandelt.

## Programm

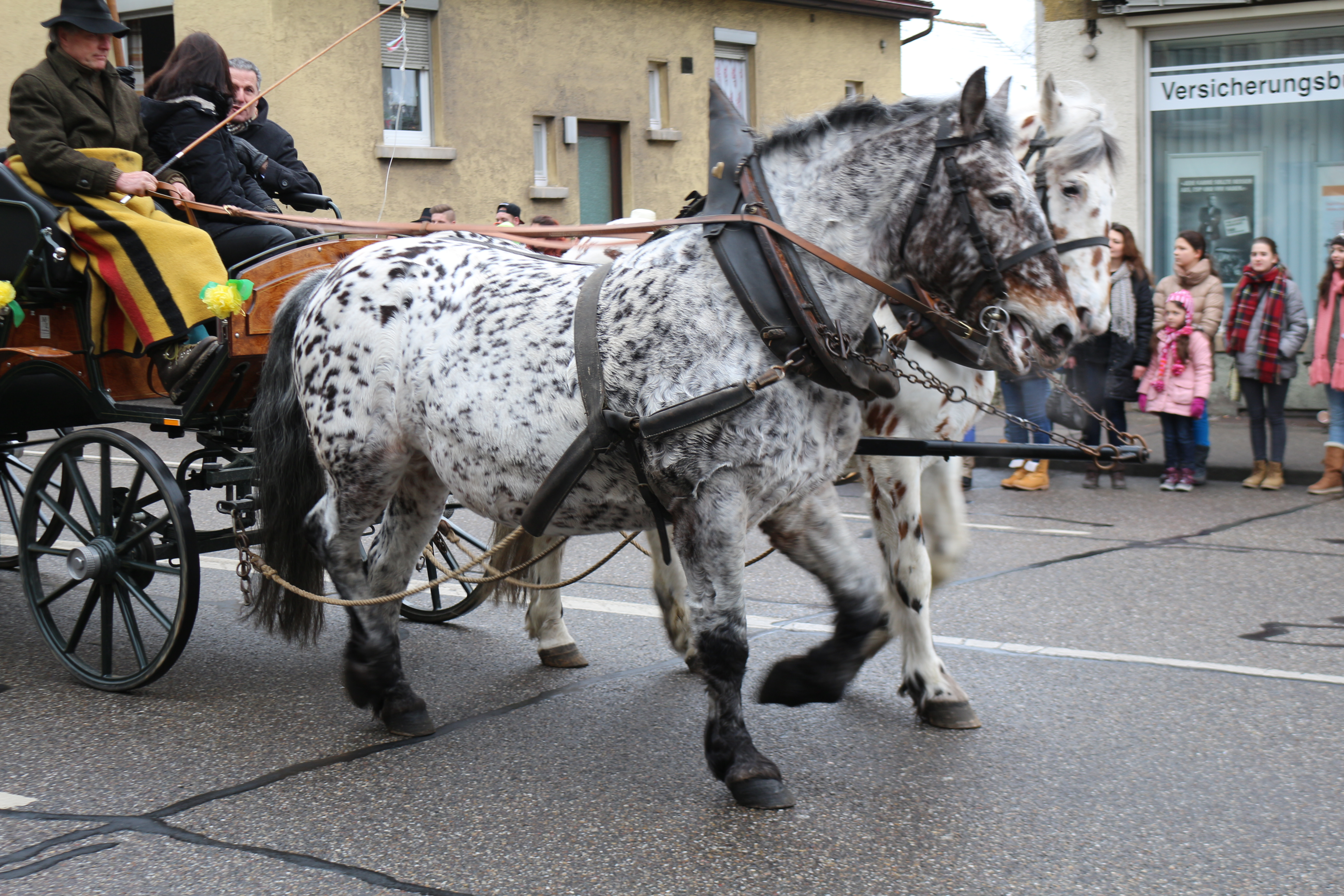
Pferdemarktsumzug

Am Freitag findet im Reiterzentrum Tilgshäusle ein Seminar für Therapeutisches Reiten statt. Abends findet in der Steinturhalle eine „Warm-Up-Party“ statt.
Der Höhepunkt am Samstag ist ein Schaureiten des Leonberger Reit- und Fahrvereins im Reiterzentrum. Am Abend steigt in der Steinturnhalle eine Perdemarktparty mit Livemusik.
Am Sonntag findet, da der Pferdemarkt in die Fastnachtszeit fällt, seit einigen Jahren auf dem Marktplatz ein Guggenmusiktreffen mit Rathaussturm statt. Im alten Reiterstadion wird für Kleinpferde eine Prämierung mit Showprogramm und ein Gespannwettbewerb durchgeführt, zudem werden die Leonberger Hunde ausgestellt und vorgeführt. Zusätzlich findet ein verkaufsoffener Sonntag statt.  
Am Montag wird vormittags im Reiterzentrum ein Seminar für Reitlehrer, nachmittags in der Stadthalle eine Hippologische Fachtagung durchgeführt, bei der Prominente aus dem Pferdesport referieren. Für Jugendliche gibt es am Abend eine Disco.
Am Dienstag, dem Haupttag, werden in der Steinturnhalle und in der Feuerwache Hocketse veranstaltet und in der Steinstraße gibt es einen Krämermarkt. Frühmorgens findet auf dem Marktplatz der traditionelle Pferdehandel statt. Später werden im Reiterstadion die Großpferde prämiert und ein Gespannwettbewerb ausgetragen. Höhepunkt ist der große Festumzug am Nachmittag mit circa 100 Wagen und Gruppen.
Traditionell werden an den Pferdemarkttagen Gewölbekeller in der Altstadt bewirtet. Über die Dauer des Festes ist ein Vergnügungspark aufgebaut. Im Rahmen des Pferdemarktes werden zudem eine Modelleisenbahn-, eine Briefmarken- und Kunstausstellungen präsentiert. Theatervorstellungen und Sportdemonstrationen ergänzen das Programm.